# Lupin (singolo)
Lupin è un singolo del gruppo musicale italiano Orchestra Castellina-Pasi, pubblicato nel 1982.

## Descrizione
Scritto da Franco Migliacci su musica e arrangiamento di Franco Micalizzi, il brano è stato la sigla dell'anime Le nuove avventure di Lupin III, seconda avventura animata del celebre ladro Arsenio Lupin III. Sul lato B è incisa la versione strumentale.
La sigla è anche nota come Lupin – fisarmonica, per la presenza di una fisarmonica nell'introduzione strumentale e nell'arrangiamento. È cantata da Irene Vioni, con l'accompagnamento dell'Orchestra Castellina-Pasi. Lo stile musicale (variante del liscio romagnolo chiamata valzer parigino o semplicemente parigino) presenta alcune influenze della musica tradizionale francese, ed in effetti nella sigla si vedono alcune scene di una festa all'aperto che ad esso ben si adattano, ricordando inoltre che il Lupin originale è un personaggio tipicamente parigino.
Nel 2009 la cantante Orietta Berti ha inciso una cover del brano, prodotta da Franco Micalizzi, pubblicata nel maggio 2021 come singolo digitale e per le piattaforme streaming.

## Tracce
Lato A
1. Lupin – 2:46 (testo: Franco Migliacci – musica: Franco Micalizzi)

Lato B
1. Lupin (strumentale) – 2:35 (musica: Franco Micalizzi)